# The Beatles with Tony Sheridan & Guests
 The Beatles with Tony Sheridan & Guests var ett amerikanskt album med "Cry for a Shadow", en låt inspelad av The Beatles i Hamburg 1961. Ytterligare tre låtar är inspelade i Hamburg 1961, där The Beatles ger stödmusik för vokalisten Tony Sheridan och två låtar inspelade med Tony Sheridan och The Beat Brothers. Albumet kompletterades med sex tidigare utgivna inspelningar av den amerikanska gruppen The Titans. Det här albumet var förpackat i ett försök att kapitalisera på The Beatles framgång, men resultatet blev bara måttligt eftersom albumet bara nådde # 68 på Billboard albumlistan. Det släpptes av MGM Records både i mono (katalognummer E-4215) och i rechanneled Stereo (SE-4215.)
MGM utökades de sex Sheridan / Beatles låtar på albumet med sex instrumentala spår av Danny Davis & Titans, en grupp från New York uppbyggd kring gitarristen Bill Mure. I The Titans ingick också Don Lomond på trummor, Dick Hickson på bastrombon och Milt "the Judge" Hinton på bas. De sex Titan låtarna hade tidigare släppts på Titans MGM album från 1961, Do the Twist for Adults. (På originalutgåvan hette låtarna "Flying Twist", "Rye Twist", "Summertime Twist" och "Happy New Year Twist" som här döptes om till "Flying Beat", "Rye Beat", "Summertime Beat" och "Happy New Beat".)

## Låtlista
Sida ett
Framföranden av The Beatles med Tony Sheridan, om inte annat anges.
1. "My Bonnie"
2. "Cry for a Shadow" (instrumental) (performed by The Beatles)
3. "Johnson Rag" (performed by The Titans)
4. "Swanee River" (a.k.a. "The Old Folks at Home") (performed by Tony Sheridan & The Beat Brothers)
5. "Flying Beat" (a.k.a. "The Man on the Flying Trapeze") (performed by The Titans)
6. "The Darktown Strutters' Ball" (performed by The Titans)

Sida två
Framföranden av The Titans om inte annat anges.
1. "The Saints" (performed by The Beatles with Tony Sheridan)
2. "Rye Beat" (a.k.a. "Comin' Thru the Rye")
3. "You Are My Sunshine" (performed by Tony Sheridan & The Beat Brothers)
4. "Summertime Beat" (a.k.a. "In the Good Old Summertime")
5. "Why" (performed by The Beatles with Tony Sheridan)
6. "Happy New Year Beat" (a.k.a. "Auld Lang Syne")